# Montagu Bertie (5e comte d'Abingdon)
Pour les articles homonymes, voir Montagu Bertie et Bertie.
Montagu Bertie, 5e comte d'Abingdon (30 avril 1784 - 16 octobre 1854), titré Lord Norreys jusqu'en 1799, est un pair anglais.

## Jeunesse
Bertie est le troisième fils de Willoughby Bertie (4e comte d'Abingdon) et de Charlotte Warren, une fille de Peter Warren (officier de la Royal Navy). Ses deux frères aînés étant décédés avant leur père, à la mort de ce dernier, le 26 septembre 1799, il lui succède comme 5e comte d'Abingdon. Son père est mort insolvable, après avoir vendu une grande partie des domaines à Westbury, Wiltshire, mais il conserve le contrôle des burgages et donc la disposition des sièges parlementaires pour Westbury. Le 4e comte vend la nomination des députés là-bas depuis 1786 pour lever des fonds; ses administrateurs et successeur continuent la pratique jusqu'en 1810, quand il vend le manoir et le contrôle des sièges à Manasseh Masseh Lopes.

## Vie publique
Lord Abingdon reçoit un DCL par l'Université d'Oxford le 3 juillet 1810. Il est Lord-lieutenant du Berkshire entre 1826 et 1854 et grand intendant d'Abingdon. En 1836, il achète le manoir de North Weston, maintenant à Great Haseley mais ensuite à Thame où il possède également le manoir de ce nom.

## Famille
La première épouse de Lord Abingdon est Emily Gage (décédée le 28 août 1838), fille du général Thomas Gage et de Margaret Kemble, le 27 août 1807, et une cousine éloignée. Ils vivent à l'abbaye de Wytham dans le Berkshire (aujourd'hui l'Oxfordshire) et ont huit enfants:
- Montagu Bertie (6e comte d'Abingdon) (1808–1884)
- Charlotte Margaret Bertie (23 juillet 1809-7 novembre 1893)
- Emily Caroline Bertie (11 août 1810-18 mars 1891), mariée le 31 juillet 1830 à Charles Bathurst (décédé en 1842),
- Albemarle Bertie (26 septembre 1811-4 février 1825)
- Henry William Bertie (16 septembre 1812 - 31 décembre 1894), vicaire de Great Ilford
- Augusta Georgiana Bertie (14 avril 1815-7 mai 1815)
- Vere Peregrine Bertie (23 novembre 1817-21 mars 1818)
- Brownlow Charles Bertie (19 août 1819-30 décembre 1852 sur le paquebot de Panama à San Francisco)

La deuxième épouse d'Abingdon est Frederica Augusta Kerr, fille du vice-amiral Mark Robert Kerr et de Charlotte MacDonnell, 3e comtesse d'Antrim, qu'il épouse le 11 mars 1841.